# Санто-Домінго-де-лос-Цачилас
Санто-Домінго-де-лос-Цачилас (ісп. Santo Domingo de los Tsáchilas) — одна з провінцій Еквадору. Площа становить 3 805 км². Населення за даними на 2010 рік — 410 937 чол.; щільність населення — 108,00 чол./км². Адміністративний центр — місто Санто-Домінґо.

## Географія
Провінція розташована на північному заході центральної частини країни, в Прибережному регіоні. Межує з провінціями: Есмеральдас (на північному заході), Пічинча (на півночі сході), Котопахі (на південному-сході), Лос-Ріос (на півдні) та Манабі (на заході).

## Історія
Провінція була створена 6 листопада 2007 року з частини провінції Пічинча.

## Адміністративний поділ
В адміністративному відношенні провінція поділяється на 2 кантони:
| № | Прапор | Кантон                        | Населення, чол. (2010) | Адміністративний центр        |
| - | ------ | ----------------------------- | ---------------------- | ----------------------------- |
| 1 |        | Ла-Конкордія (La Concordia)   | 42 924                 | Ла-Конкордія (La Concordia)   |
| 2 |        | Санто-Домінґо (Santo Domingo) | 368 013                | Санто-Домінґо (Santo Domingo) |